# Andromaca (Racine)
Andromaca è una tragedia in cinque atti di Jean Racine composta nel 1667, che rinnova l'argomento dell'Andromaca di Euripide.
Venne rappresentata per la prima volta all'Hôtel de Bourgogne di Parigi, il 18 novembre 1667.
L'azione si svolge serrata fra quattro personaggi principali: Andromaca, Ermione, Pirro (Neottolemo) e Oreste.

## Trama
I personaggi sono: Pirro, figlio di Achille; Ermione, fidanzata di Pirro; Andromaca, moglie di Ettore, morto dopo la caduta di Troia; Astianatte, figlio di Andromaca e Ettore; Oreste, ambasciatore inviato dai greci.
Nel palazzo di Pirro a Butroto (Butrinto) nell'Epiro, Ermione attende le nozze promesse, per cui è venuta da Sparta. Ma Pirro indugia, la trascura per amore di Andromaca, che è sua schiava.
A lei offre la mano, la corona e la salvezza per il figlio Astianatte. Preoccupati, i greci inviano a lui Oreste, per chiedere il fanciullo. Oreste è innamorato di Ermione e spera che Pirro rifiuti e lasci la fidanzata, che potrebbe così rispondere al suo amore. La minaccia dei greci, diviene un'arma in mano a Pirro, nel tentativo di piegare Andromaca: ma anche se straziata, resiste.
Ermione rivela ad Oreste il suo amore per Pirro, e gli chiede di porre la scelta a Pirro tra lei e Astianatte.
A dispetto dell'amore per Andromaca, Pirro decide di consegnare Astianatte e sposare Ermione. Oreste è disperato, mentre Ermione è raggiante di felicità, a cui si associa il disprezzo per la principessa troiana, che ora viene a supplicarla in favore del figlio.
Un incontro tra la schiava e Pirro, sembra capovolgere la situazione: Pirro le offre di sposarla e di porre in salvo la vita del figlio.
Andromaca accetta, ma il suo disegno è di sposarlo, assicurare la sua protezione al figlio e quindi darsi la morte.
Ermione, davanti a questo affronto, chiama Oreste e, invocando il suo amore, gli chiede di uccidere Pirro.
Combattuta tra orgoglio e amore, attende l'esito; quando Oreste gli viene a riferire che l'infedele è stato ucciso, scoppiano il suo dolore e il suo amore.

Respinge quindi l'uomo che troppo l'ha ubbidita e corre a suicidarsi sul cadavere del promesso sposo.

Oreste, in preda alla follia, sviene e Pilade ne approfitta per portarlo via.

## L'opera
È il primo capolavoro di Racine, il primo esempio del suo teatro di nuda passione e realismo psicologico.  La parte iniziale presenta un carattere complesso da cui deriva l'alterno moto dei personaggi, che si dispiega nello svolgimento della tragedia in un gioco di due coppie che si respingono e si ricercano.
Ermione, veemente e appassionata, è la prima delle amanti frenetiche raciniane; Andromaca, affidata all'interpretazione di Mademoiselle Du Parc, riveste l'opera di luce poetica, col suo candore virgiliano.

Racine purifica Andromaca, togliendole anche la nuova maternità (Molosso), che era nell'Andromaca di Euripide, e a cui fugacemente accenna Virgilio nell'Eneide (Libro III), da cui Racine prende la sua prima ispirazione.

## Adattamenti
Trasposizioni operistiche:
- Andromaca di Antonio Caldara
- Andromaca di Francesco Feo
- Andromaca di Antonio Sacchini
- Andromaca (Andromaque) di André Grétry
- Andromaca di Giovanni Paisiello
- Ermione di Gioachino Rossini